# 奇德斯特 (阿肯色州)
奇德斯特（英語：Chidester）是一個位於美國阿肯色州沃希托縣的城市。

## 地理
奇德斯特的座標為33°42′05″N 93°01′24″W / 33.70139°N 93.02333°W，而該地的平均海拔高度為72米（即236英尺）。

## 人口
根據2020年美國人口普查的數據，奇德斯特的面積為13.76平方千米，皆為陸地。當地共有人口253人，而人口密度為每平方千米18人。